# Вікторія (комуна, Ясси)
Вікторія (рум. Victoria) — комуна у повіті Ясси в Румунії. До складу комуни входять такі села (дані про населення за 2002 рік):
- Ікушень (572 особи)
- Вікторія (1523 особи)
- Лучень (575 осіб)
- Скулень (357 осіб)
- Стинка (550 осіб)
- Фресулень (381 особа)
- Шендрень (335 осіб)

Комуна розташована на відстані 338 км на північ від Бухареста, 15 км на північ від Ясс.

## Населення
За даними перепису населення 2002 року у комуні проживали 4293 особи, усі — румуни. Усі жителі комуни рідною мовою назвали румунську.
Склад населення комуни за віросповіданням:
| Релігія       | Кількість осіб | Відсоток |
| ------------- | -------------- | -------- |
| православні   | 4126           | 96,1%    |
| п'ятдесятники | 106            | 2,5%     |
| старообрядці  | 27             | 0,6%     |
| бретрени      | 26             | 0,6%     |
| римо-католики | 7              | 0,2%     |
| адвентисти    | 1              | < 0,1%   |

## Зовнішні посилання
- Дані про комуну Вікторія на сайті Ghidul Primăriilor [Архівовано 11 червня 2012 у Wayback Machine.]